# Slashing
Slashing, på svenska slag med klubban, är begreppet på en regelöverträdelse i ishockey. Den är ett brott mot spelregeln som innebär att en spelare otillåtet hindrar eller försöker hindra en motståndare genom att slå omkring sig med klubban.
Den nuvarande regeln för slashing lyder i sammandrag
- En spelare som begår en slashing på en motståndare ska efter domarens omdöme ådömas:
  - 2 minuters utvisning eller
  - 5 minuters utvisning samt matchstraff

Vid överträdelse av denna regel ska spelet stoppas och spelaren som begick regelöverträdelsen skall visas ut.